# Венцислав Янков
Венцислав Янков е български актьор.

## Ранен живот
Роден е в Сливен на 18 февруари 1971 г. Овладява френския и английския в Гимназията с преподаване на западни езици „Захарий Стоянов“ в родния си град, която завършва през 1990 г. Майка му е работила като помощник-режисьор в Драматичен театър „Стефан Киров“ в Сливен.

## Кариера
Следващата 1991 г. е приет в тогавашния ВИТИЗ в класа на проф. Димитрина Гюрова. Дипломира се през 1995 г. и после отбива военната си служба като артист в ДНА в Сливен, играейки в постановки в театъра в Сливен.
След военната служба продължава като актьор на свободна практика. Играл е в постановки на Сливенския, Пловдивския и Добричкия театър, както и на „Сълза и смях“.
По време на прехода, Янков е работил е най-различни неща: в рекламни агенции, като хотелски аниматор на морето – в Гърция и България, общ работник и дори редактор на предаване за култура в една телевизия.
През 1997 г. Янков е поканен от проф. Пламен Марков, асистент на проф. Гюрова, да играе в едно представление в Сливенския театър – „Зидарите и попа“, по текстове на Софроний Врачански, Петко Тодоров и по „Видрица“ на поп Минчо Кънчев. Представлението се получава успешно, донася популярност на много от актьорите и номинации за „Аскеер“ за 1999 година. Янков получава номинация за „Аскеер“ за поддържаща мъжка роля същата година за участието си в „Зидарите и попа“. През 2006 година в Сливен е последното театрално участие на Янков, в „По-големият син“.
Отличното владеене на френския език му носи участия в епизодични роли в много френски тв продукции и го среща през 2006 г. на снимачната площадка с Кристоф Ламбер във филма „Заекът на Ватанен“.
През 2011 г. играе в ТВ сериала „Под прикритие“ по БНТ с ролята на Ники – малкия Близнак.

## Филмография
- „Тайно нашествие“ (2023)
- „Убивайки Ийв“ (2019)
- „Малко късмет за по-късно“ (2017)
- „Шменти капели: Легендата“ (2013 – 2014) – (15 серии)
- „Под прикритие“ (2011 – 2012) – Николай Рашев – „Малкия близнак“
- „Заекът на Ватанен“ /2006/.
- „Гори,

гори огънче“ (1994 г.) – (4 серии) – Сашкин